# 2,5-Dimethoxy-4-propylphenethylamin
2,5-Dimethoxy-4-propylphenethylamin (abgekürzt 2C-P) ist ein psychedelisch wirksames Halluzinogen, das aufgrund seiner Struktur zu den Stoffgruppen der Phenolether, der Phenethylamine sowie zur Stoffgruppe der 2Cs zählt. Seine Wirkung wird unter anderem als entheogen klassifiziert.

## Geschichte
Der amerikanische Chemiker Alexander Shulgin synthetisiert 2C-P erstmals und erwähnt Synthese, Wirkung und Dosis in seinem Buch PiHKAL.

## Pharmakokinetik
Shulgin gibt die oral wirksame Dosis im Bereich von 6 bis 10 mg an, die Wirkdauer liegt bei 10 bis 16 Stunden.

## Rechtsstatus
2C-P unterlag in Deutschland bis 2014 nicht dem Betäubungsmittelgesetz, seit der Verabschiedung der Achtundzwanzigsten Verordnung zur Änderung betäubungsmittelrechtlicher Vorschriften am 5. Dezember 2014 ist es verboten (BGBl. I S. 1999).